# Hypoxestinae
Sous-famille
Les Hypoxestinae sont une sous-famille d'opilions laniatores de la famille des Assamiidae.

## Distribution
Les espèces de cette sous-famille se rencontrent en Afrique et en Asie.

## Liste des genres
Selon World Catalogue of Opiliones (11/06/2021) :
- Adamauna Roewer, 1935
- Bandona Roewer, 1927
- Bwitonatus Roewer, 1950
- Cleoxestus Roewer, 1954
- Congonella Roewer, 1935
- Dicoryphus Loman, 1902
- Doloressus Roewer, 1935
- Dongila Roewer, 1927
- Findia Roewer, 1915
- Hypoxestinus Roewer, 1927
- Hypoxestus Loman, 1902
- Leleupiolus Roewer, 1951
- Lossida Roewer, 1935
- Lossidacola Roewer, 1935
- Mabwella Roewer, 1952
- Mecutina Roewer, 1935
- Metasesostris Roewer, 1915
- Musola Roewer, 1927
- Nkogoa Roewer, 1927
- Parasesostris Roewer, 1915
- Passula Roewer, 1927
- Podaucheniellus Roewer, 1927
- Podauchenius Sørensen, 1896
- Randilea Roewer, 1935
- Rhabdopygata Roewer, 1954
- Rhabdopygella Staręga, 1992
- Rhabdopygus Roewer, 1912
- Scabrobunus Roewer, 1912
- Sesostranus Roewer, 1935
- Sesostrellus Roewer, 1935
- Sesostris Sørensen, 1910
- Spinixestus Roewer, 1952
- Talaspus Roewer, 1935
- Tusipulla Roewer, 1935
- Viglua Roewer, 1940

## Publication originale
- Roewer, 1935 : « Alte und neue Assamiidae. Weitere Weberknechte VIII (8. Ergänzung der "Weberknechte der Erde" 1923). » Veröffentlichungen aus dem Deutschen Kolonial- und Übersee-Museum in Bremen, vol. 1, no 3, p. 1–168.